# Syzygium soepadmoi
Syzygium soepadmoi är en myrtenväxtart som beskrevs av Peter Shaw Ashton. Syzygium soepadmoi ingår i släktet Syzygium och familjen myrtenväxter. Inga underarter finns listade i Catalogue of Life.